# Lee McConnell
Lee McConnell, née le 9 octobre 1978, est une athlète écossaise qui court sur 400 m et 400 m haies. En plus de ses bons résultats individuels, elle a aussi obtenu plus médailles en relais.
Avant de courir sur 400 m et 400 m haies, elle concourait en saut en hauteur.

## Palmarès

### Jeux olympiques d'été
- Jeux olympiques d'été de 2004 à Athènes ( Grèce)
  - éliminée en demi-finale sur 400 m
  - 4e en relais 4 × 400 m
- Jeux olympiques d'été de 2012 à Londres ( Royaume-Uni)
  - 4e en relais 4 × 400 m

### Championnats du monde d'athlétisme
- Championnats du monde d'athlétisme de 2001 à Edmonton ( Canada)
  - 5e en relais 4 × 400 m
- Championnats du monde d'athlétisme de 2003 à Paris ( France)
  - 7e sur 400 m
  - 6e en relais 4 × 400 m
- Championnats du monde d'athlétisme de 2005 à Helsinki ( Finlande)
  - éliminée en demi-finale sur 400 m
  -  Médaille de bronze en relais 4 × 400 m
- Championnats du monde d'athlétisme de 2007 à Osaka ( Japon)
  - éliminée en demi-finale sur 400 m
  -  Médaille de bronze en relais 4 × 400 m
- Championnats du monde d'athlétisme de 2009 à Berlin ( Allemagne)
  -  Médaille de bronze en relais 4 × 400 m
- Championnats du monde d'athlétisme de 2011 à Daegu ( Corée du Sud)
  -  Médaille de bronze en relais 4 × 400 m

### Jeux du Commonwealth
- Jeux du Commonwealth de 2002 à Manchester ( Angleterre)
  -  Médaille d'argent sur 400 m
  - 4e en relais 4 × 400 m
- Jeux du Commonwealth de 2006 à Melbourne ( Australie)
  -  Médaille de bronze sur 400 m haies

### Championnats d'Europe d'athlétisme
- Championnats d'Europe d'athlétisme de 2002 à Munich ( Allemagne)
  -  Médaille de bronze sur 400 m
  - 4e en relais 4 × 400 m
- Championnats d'Europe d'athlétisme de 2010 à Barcelone ( Espagne)
  -  Médaille d'argent en relais 4 × 400 m

### Championnats d'Europe d'athlétisme en salle
- Championnats d'Europe d'athlétisme en salle de 2005 à Madrid ( Espagne)
  -  Médaille de bronze en relais 4 × 400 m

### Records personnels
- 200 m - 23 s 22, le 25 juin 2005 à Uden
- 400 m - 50 s 82, le 20 septembre 2002 à Madrid
- 400 m haies - 55 s 25, le 23 mars 2006 à Melbourne
- Saut en hauteur - 1,88 m, le 19 août 2000 à Bedford

## Sources
- (en) Cet article est partiellement ou en totalité issu de l’article de Wikipédia en anglais intitulé « Lee McConnell » (voir la liste des auteurs).